# Széphely
Széphely (1899-ig Zsebely, románul Jebel) falu Romániában Temes megyében, Jebel központja. 2004-ben az addig hozzá tartozó Temesliget falu önálló községgé alakult.

## Fekvése
Temesvártól 20 km-re délre a temesvár-verseci főút mellett fekszik. 

## Története

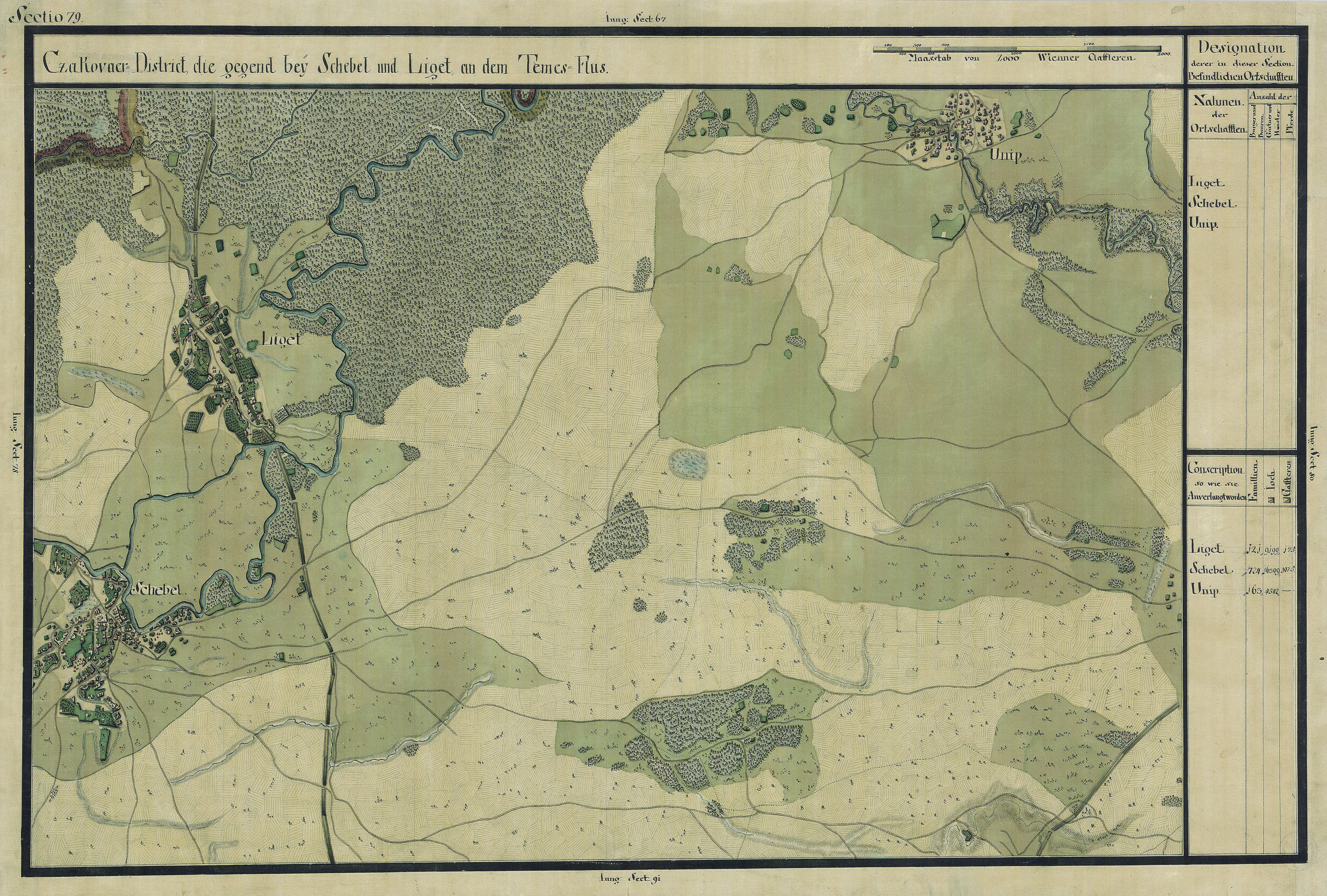
Zsebely egy régi térképen

1332-ben Zephel néven említik először. Egykori várkastélya Treutel Miklósé volt, 1403-ban a lázadó erdélyi vajdák a lerombolását rendelték el, de 1425-ben még bizonyosan állott. További sorsa ismeretlen, felszíni nyoma nem maradt.
1910-ben 4125 lakosából 3162 román, 660 magyar és 262 német volt. A trianoni békeszerződésig Temes vármegye Csáki járásához tartozott. 1992-ben társközségével együtt 5238 lakosából 4812 román, 230 cigány, 85 magyar és 82 német volt.

## Népessége
| Lakosok száma | 5238 | 3584 | 3781 |
|               | 1992 | 2011 | 2021 |

## Közlekedés
A települést érinti a Temesvár–Alsósztamora-Temesmóra-vasútvonal. Vasút köti össze Lieblinggel is.